# Рудник Падкал
Рудник Падкал — гірничодобувне підприємство в північній частині філіппінського острова Лусон, за понад півтори сотні кілометрів на північ від Маніли.
Розробку мідно-золотого родовища Падкал почали в 1958 році, при цьому початковий рівень видобутку становив лише 800 тонн руди на добу. Станом на початок 21 століття темпи розробки зросли багаторазово, так, у 2006-му з родовища видобували 25—27 тисяч тонн на добу. Всього з початку експлуатації та по кінець 2010-го з Падкал отримали 350 млн тонн руди, що містила 929 тисяч тонн міді та 170 тонн золота (а також 186 тонн срібла). У 2011-му вилучили 9,4 млн тонн руди, що давало можливість виробити 17,2 тисячі тонн міді та 4,35 тонн золота. При цьому станом на 2013-й залишкові запаси руди оцінювали у 73,5 млн тонн із середнім вмістом міді 0,21 % та золота 0,43 грама на тонну (всього 125 тисяч тонн міді та 23 тонни золота).
Станом на кінець 2020-го запаси руди оцінювались у 17,4 млн тонн із середнім вмістом міді 0,18 % та золота 0,27 грама на тонну (25 тисяч тонн міді та 3,6 тонни золота). Враховуючи виснаження запасів, очікувалось закриття копальні вже у першій половині 2020-х. Втім, в 2022-му оголосили, що розвідувальне буріння дозволило додати 24 млн тонн запасів, що подовжить термін діяльності рудника на 2025—2027 роки із продуктивністю у 8 млн тонн на рік. У 2023-му повідомили про нові геологічні дослідження з метою провадити діяльність і після 2027-го.
З самого початку розробки видобуток вели підземним способом із використанням методу underground block cave — блокового обрушення, коли підрите рудне тіло руйнується під власною вагою та осідає, при цьому через заздалегідь підготовані тунелі відбувається вибірка руди. Такий метод дозволяє організовувати підземну розробку родовищ із низьким вмістом цільових компонентів, а Падкал став першим рудником у Далекосхідному регіоні, де застосували цю технологію.
Руда проходить збагачення на власній фабриці, при цьому за тривалу історію вона мала три хвостосховища, два з яких уже виведені з експлуатації. Існуюче хвостосховище створене за допомогою високої дамби, що перегородила ущелину струмка Балог на правобережжі річки Агно (впадає до затоки Лінгайєн), дещо вище від водосховища ГЕС Сан-Рок (San Roque). У 1992-му році відбувся витік 5 млн тонн пульпи зі сховища № 2. У 2012-му серія витоків зі сховища № 3 мала загальний об'єм понад 20 млн тонн (13 млн м3), що становило восьму частину накопичень у хвостосховищі. Зазначені події призвели до додаткових витрат на компенсацію екологічної шкоди.
Розробкою Падкал з самого початку опікується компанія Philex Mining Corporation (PMC).